# HD 189276
Désignations
HD 189276, également désignée HR 7633, est une étoile géante de la constellation boréale du Cygne, localisée près de la limite avec celle du Dragon au nord. Elle est visible à l'œil nu avec une magnitude apparente de 4,96. D'après la mesure de sa parallaxe annuelle par le satellite Gaia, l'étoile est distante d'environ 273 pc (∼890 al) de la Terre. Elle s'en éloigne à une vitesse radiale héliocentrique de +4 km/s. L'étoile possède une vitesse particulière élevée d'environ 39 km/s et elle est donc probablement une étoile en fuite.
HD 189276 est une étoile vieillissante située sur la branche des géantes rouges de type spectral K4,5IIIa. Après avoir épuisé les réserves en hydrogène de son noyau, elle s'est refroidie et étendue et son rayon est 178 fois plus grand que le rayon solaire. C'est une étoile magnétiquement active qui apparaît s'approcher du sommet de la branche des géantes rouges. Des mesures interférométriques suggèrent qu'elle présente une forte asymétrie. HD 189276 est approximativement quatre fois plus massive que le Soleil. Elle est 1 533 fois plus lumineuse que le Soleil et sa température de surface est de 3 940 K. Sa magnitude absolue est de −2,25.